# Алексанкін Олександр Васильович
Олександр Васильович Алексанкін (нар. 29 серпня 1929, село Петраково, тепер Єршицького району Смоленської області, Російська Федерація — 11 серпня 2014, місто Москва) — радянський діяч, заступник голови Ради міністрів Російської РФСР, міністр меліорації і водного господарства Білоруської РСР. Член Центральної Ревізійної Комісії КПРС у 1976—1990 роках. Депутат Верховної ради РРФСР 9—11-го скликань. Народний депутат СРСР у 1989—1991 роках.

## Життєпис
У 1953 році закінчив меліоративно-будівельний факультет Білоруської сільськогосподарської академії.
У 1953—1956 роках — старший інженер-меліоратор, начальник управління в апараті Міністерства сільського господарства Білоруської РСР.
Член КПРС з 1956 року.
У 1956—1959 роках — директор машинно-меліораційної станції в Гродненській області Білоруської РСР.
У 1959—1965 роках — головний інженер, заступник начальника Головного управління меліорації і водного господарства при Раді міністрів Білоруської РСР.
У 1965—1971 роках — міністр меліорації і водного господарства Білоруської РСР.
У грудні 1971—1988 роках — 1-й заступник міністра меліорації і водного господарства СРСР.
Одночасно 3 квітня 1974 — 14 липня 1990 року — заступник голови Ради міністрів Російської РФСР.
У 1988—1990 роках — голова Державного агропромислового комітету Нечорноземної зони Російської РФСР.
З липня 1990 року — персональний пенсіонер союзного значення в Москві. Член Консультаційної ради при Міністерстві сільського господарства Російської Федерації.
Помер 11 серпня 2014 року. Похований на Троєкуровському цвинтарі Москви.

## Нагороди і звання
- орден Жовтневої Революції
- два ордени Трудового Червоного Прапора
- медалі